# Dies

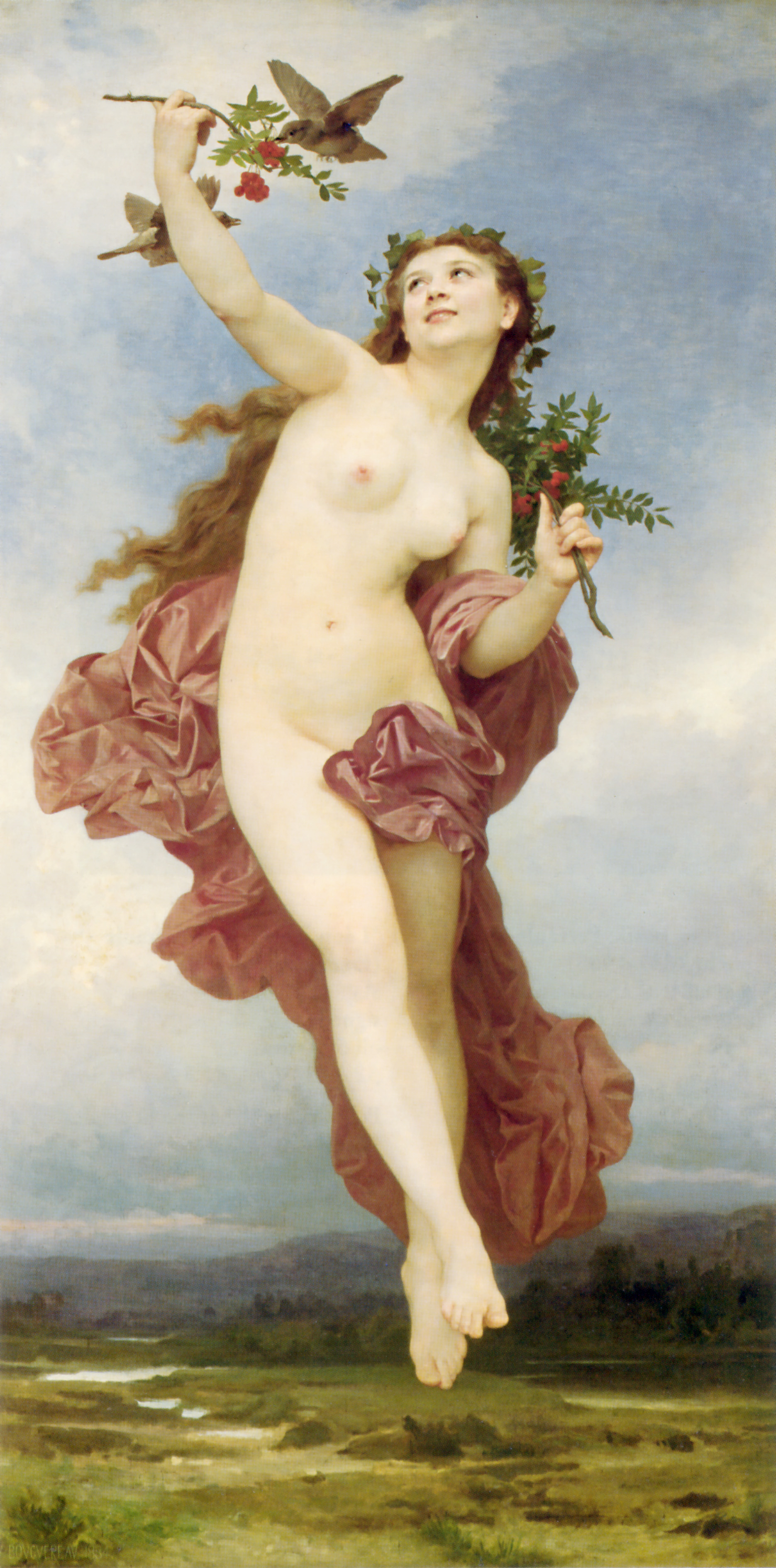
Hemera, por William-Adolphe Bouguereau (1884). Hemera ere el equivalente de Dies en la mitología griega.

En la mitología romana Dies, o simplemente Día, era la diosa y personificación del «día» (como oposición a la noche). En la mitología griega su equivalente era Hemera (Ἡμέρα).
Para poder nombrarla en su obra, Cicerón toma como fuente la Teogonía de Hesíodo.  En su De natura deorum opina que si el Cielo (Caelus) es una deidad sus padres, Éter (Aether) y Día, también deben ser lógicamente deidades, y que Día y Éter son hijos de Nox (Noche) y Erebus (Érebo). Mercurio tuvo por padres a Cielo y a Día. Venus también nació de esta unión.
Por otra parte, Higino, en el prefacio de sus Fábulas, nos narra que de Caos (Chăos) y Calígine (Calīgo) («Tinieblas») nacieron Nox, Dies, Erebus y Aether, y que de Día y Éter nacieron Caelus («Cielo»), Terra («Tierra») y Mare («Mar») [Talasa, para los griegos].